# Ramon Edgar Moore
Ramon Edgar Moore (Sacramento (Califórnia), 27 de dezembro de 1929 – 1 de abril de 2015) foi um matemático estadunidense.
Conhecido por seu trabalho pioneiro sobre aritmética de intervalos, um procedimento da matemática aplicada que possibilita melhorar a confiabilidade do cálculo numérico.

## Obras
- Interval Analysis, Prentice Hall, Englewood Cliffs NJ, 1966
- Computation and Theory in Ordinary Differential Equations (mit  James W. Daniel), W.H. Freeman, New York NY 1970
- Mathematical Elements of Scientific Computing, Holt, Rinehart & Winston, Austin TX 1975
- Computational Functional Analysis (Mathematics and Its Applications), Ellis Horwood
- Interval analysis and fuzzy set theory (mit Weldon Lodwick), in: Fuzzy Sets and Systems, Vol. 135, Issue 1 (April 2003), S. 5–9